# شاری-سور-سائن
شاری-سور-سائن (به فرانسوی: Charrey-sur-Saône) یک کمون در فرانسه با جمعیت ۳۱۷ نفر است که در Canton of Saint-Jean-de-Losne واقع شده‌است.